# Blåstrupig rödstjärt
Blåstrupig rödstjärt (Phoenicurus frontalis) är en asiatisk tätting som numera placeras i familjen flugsnappare.

## Kännetecken

### Utseende
Blåstrupig rödstjärt är unik bland rödstjärtarna genom att likt stenskvättor ha ett upp-och-nervänt svart "T" på den rostfärgade stjärten, med svart ändband och mitt samt rostfärgade sidor. Hanen har blått huvud och ovansida med brunorange undersida. Utanför häckningstid är dräkten delvis dold av rostbruna fjäderspetsar. Honan har mörkbrun ovansida och undersida, med orange anstrykning på buken. Kroppslängden är 15-16 cm.

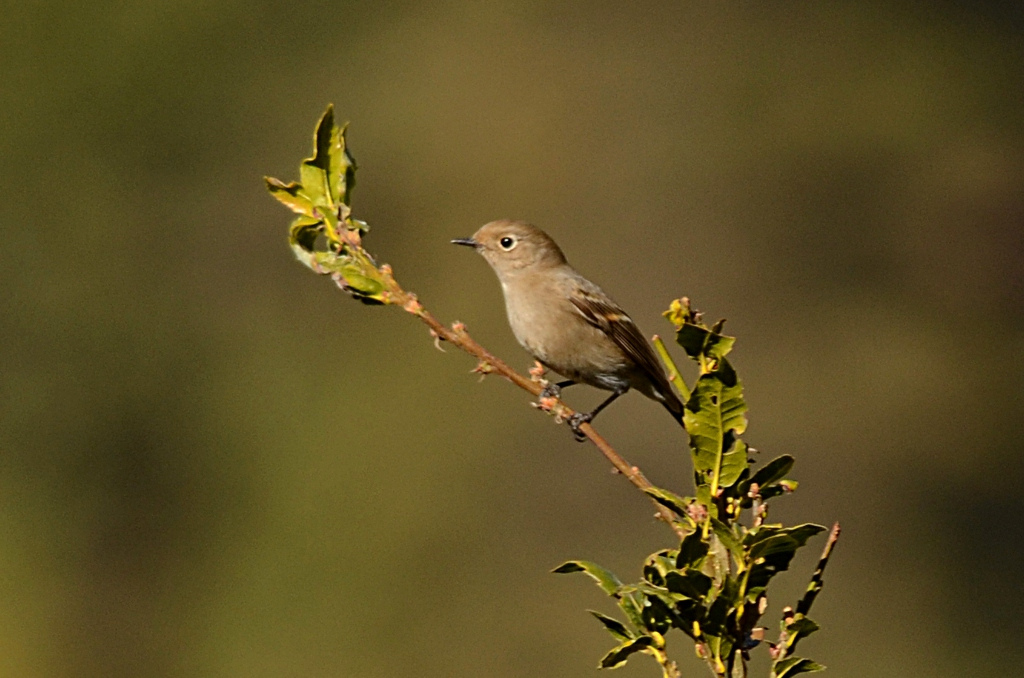

### Läten
Sången består av en till två ganska hårt drillade melodier följda av korta visslade fraser. Bland lätena hörs korta "tik" och tunna "ee-tit".

## Utbredning och systematik
Blåstrupig rödstjärt häckar i Himalaya i södra Asien, från nordöstra Afghanistan och österut till centrala och södra Kina (östra Qinghai och nordvästra Gansu söderut till södra och östra Xizang, Sichuan, norra Yunnan och Guizhou), troligen även norra Myanmar. Den övervintrar vid bergskedjans södra sluttningar och i Sydostasien, från norra Indien österut till norra Indokina. Den behandlas som monotypisk, det vill säga att den inte delas in i några underarter, men genetiska studier visar på stora skillnader mellan populationerna i Nepal och Kina.

### Släktestillhörighet
Blåstrupig rödstjärt placeras vanligtvis i släktet Phoenicurus. DNA-studier visar att de tre avvikande rödstjärtarna strömrödstjärt (Chaimarrornis leucocephalus) samt två arter i Rhyacornis är inbäddade i Phoenicurus. De flesta har därför expanderat släktet till att omfatta dessa tre arter. Vissa har dock valt att behålla dem i sina släkten och istället dela upp Phoenicurus i två delar, där blåstrupig rödstjärt och dess närmaste släktingar vitstrupig rödstjärt, blåhätta, altajrödstjärt och alashanrödstjärt lyfts ut till det egna släktet Adelura.

### Familjetillhörighet
Rödstjärtarna ansågs fram tills nyligen liksom bland andra stenskvättor, stentrastar och buskskvättor vara små trastar. DNA-studier visar dock att de är marklevande flugsnappare (Muscicapidae) och förs därför numera till den familjen.

## Levnadssätt
Blåstrupig rödstjärt häckar i höglänta, subalpina buskmarker. Vintertid ses den i öppen skog, odlingsbygd och buskage. Under sommarmånaderna lever den mestadels av insekter, men från augusti även frön och bär.

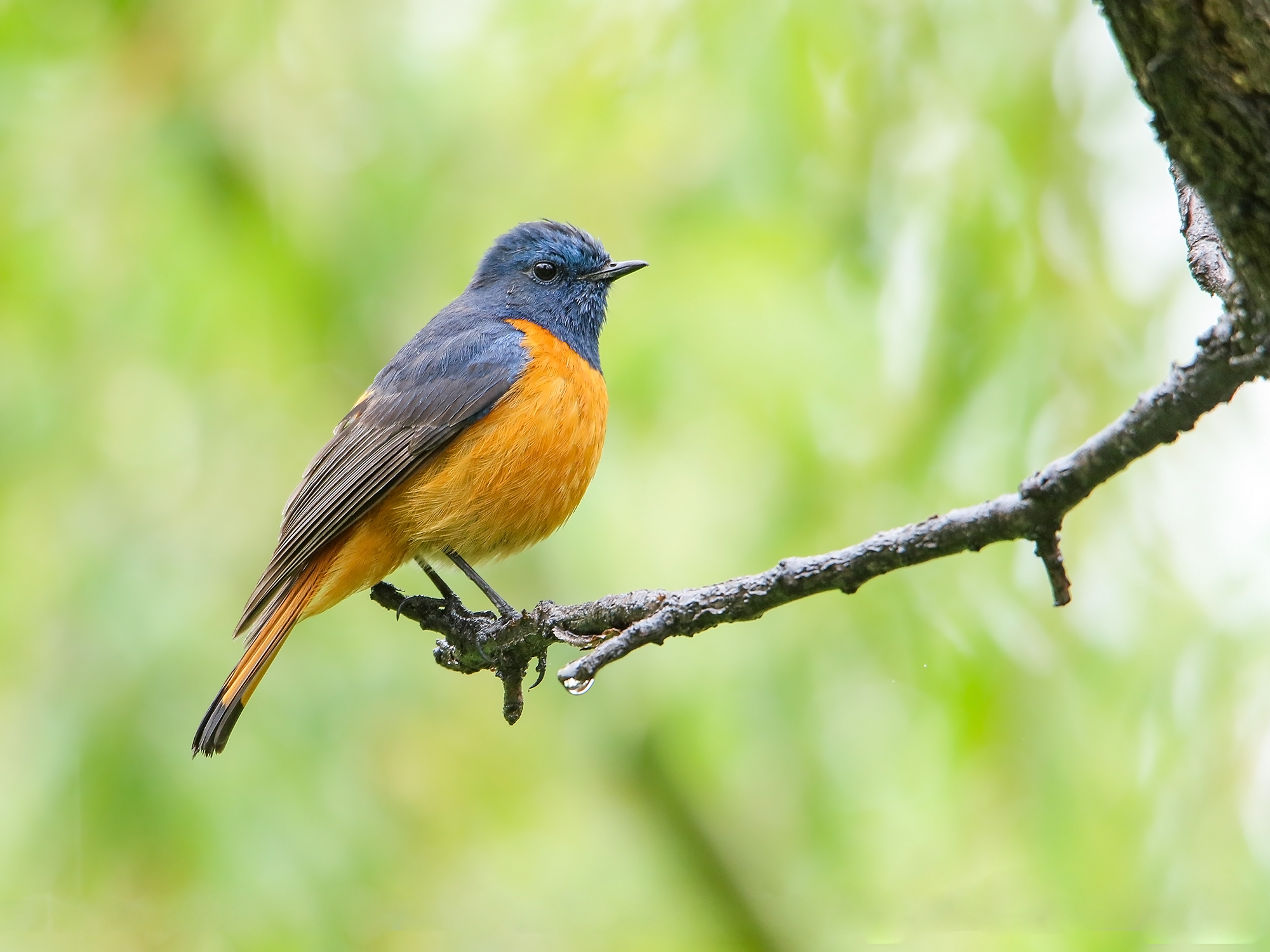

### Häckning
Arten häckar från mitten av maj till augusti i Himalaya och maj till juli i Kina. Det skålformade boet placeras bland stenar, i ett hål i en jordbank eller under tät vegetation, ibland även i ett trädhål upp till sju meter ovan mark. Däri lägger den tre till fyra blekt grårosa till ljust beige ägg.

## Status och hot
Arten har ett stort utbredningsområde och en stor population med stabil utveckling och tros inte vara utsatt för något substantiellt hot. Utifrån dessa kriterier kategoriserar internationella naturvårdsunionen IUCN arten som livskraftig (LC). Världspopulationen har inte uppskattats men den beskrivs som generellt vanlig, dock fåtalig i norra Sydostasien.